# Aguidavi
Aguidavi ou oguidavi são varetas utilizadas para a percussão dos atabaques no candomblé no Candomblé Queto. São confeccionadas com pequenos galhos das árvores sagradas do candomblé, geralmente da goiabeira (psidium guaiava) e araçazeiro (psidium littorali), medindo cerca de trinta (30) a quarenta (40) centímetros.

## Sacralização
Este objeto sagrado deve ser preparado pelos iniciados do candomblé em especial pelos ogãs, depois de descascados e lixados, dever passar por rituais específicos de sacralização para ser utilizados nas festas.